# 掌裂合耳菊
掌裂合耳菊（学名：Synotis palmatisecta）为菊科合耳菊属的植物，为中国的特有植物。分布于中国大陆的贵州等地，目前尚未由人工引种栽培。